# 알마으문

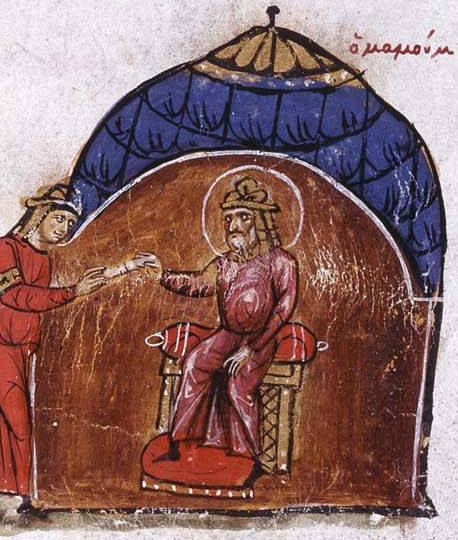

압둘라 알마으문(عبد الله المأمون , 786년 ~ 833년)은 아바스 왕조 제7대 칼리프로 하룬 알라시드의 아들이다. 부친의 사망 후(809년), 이복형인 제6대의 칼리프 아민에게 대항, 813년 바그다드를 포위하고 형이 암살된 뒤에 즉위하였다. 초기에는 각지에 내란이 일어나 혼란을 빚었으나, 학문·예술에 깊은 이해를 가져 아바스 왕조 학예의 전성기를 이룩하였다. 바그다드에 천문대를 세우고, 그리스 철학 연구를 위한 학교인 '지식의 집'을 세워 그리스 문헌의 번역을 장려하였다.

## 같이 보기
- 무으타질라파

## 참고 자료
- 이 문서에는 다음커뮤니케이션(현 카카오)에서 GFDL 또는 CC-SA 라이선스로 배포한 글로벌 세계대백과사전의 내용을 기초로 작성된 글이 포함되어 있습니다.